# 特魯多韋 (沃茲涅先斯克區)
47°31′24″N 31°33′43″E / 47.52333°N 31.56194°E
特魯多韋（烏克蘭語：Трудове），是烏克蘭的村落，位於該國南部尼古拉耶夫州，由沃茲涅先斯克區負責管轄，面積1.06平方公里，海拔高度35米，2001年人口178，人口密度每平方公里168.7人。